# Burkhard Körner (Jurist)

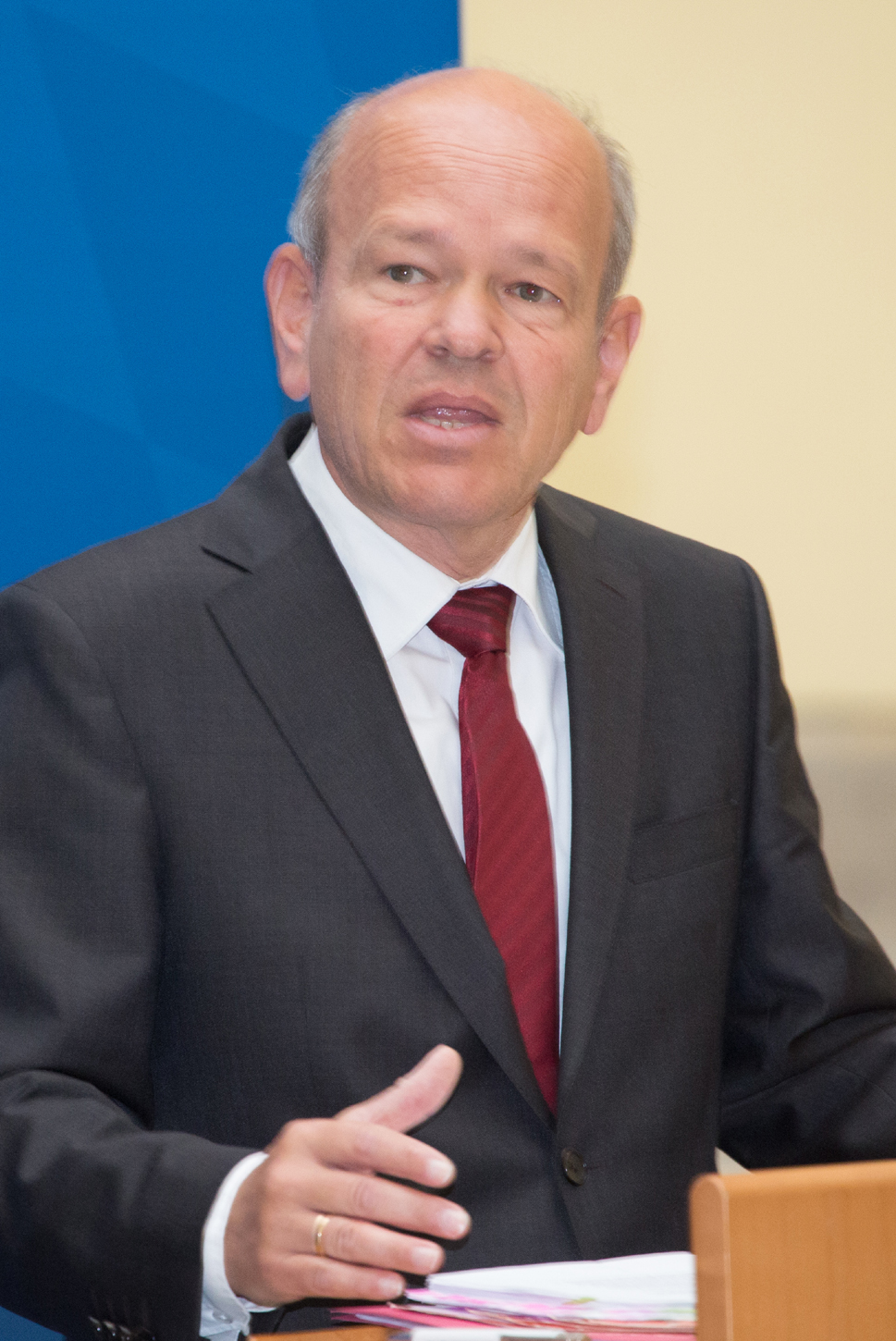
Burkhard Körner (August 2020)

Burkhard Körner (* 6. Dezember 1964 in München) ist ein deutscher Jurist. Er war von 2008 bis 2024 Präsident des Bayerischen Landesamtes für Verfassungsschutz.

## Ausbildung
Nach dem Abitur studierte Burkhard Körner an der Ludwig-Maximilians-Universität München Rechtswissenschaften. Von 1989 bis 1993 war er wissenschaftlicher Mitarbeiter am Lehrstuhl für Kriminologie, Jugendstrafrecht und Strafvollzug. Im Jahr 1992 promovierte er zum Doktor der Rechtswissenschaften.

## Karriere
Im Jahr 1993 wurde er zum Richter auf Probe beim Verwaltungsgericht München ernannt. Zwei Jahre später wechselte er als Referent für Polizei- und Sicherheitsrecht in das Bayerische Staatsministerium des Innern.
Nach mehreren leitenden Stellungen bei der Bayerischen Polizei und im Bayerischen Staatsministerium des Innern war er dort zuletzt Stellvertreter des Landespolizeipräsidenten. Vom 1. August 2008 bis zum 31. Dezember 2024 war er Präsident des Bayerischen Landesamtes für Verfassungsschutz.